# Coronel João Sá
Coronel João Sá är en kommun i Brasilien.   Den ligger i delstaten Bahia, i den östra delen av landet, 1 200 km nordost om huvudstaden Brasília. Antalet invånare är 17 066.
Omgivningarna runt Coronel João Sá är huvudsakligen savann. Runt Coronel João Sá är det ganska glesbefolkat, med 27 invånare per kvadratkilometer.